# 552855 Hoitsy
552855 Hoitsy este o planetă minoră (asteroid) din centura de asteroizi. A fost descoperită pe 31 octombrie 2010 la Piszkéstetői Obszervatórium⁠(d) de . 
Obiectul prezintă o orbită caracterizată de o semiaxă mare de 2,5471890421741 UAi, o excentricitate de 0,22747382086655, o înclinație de 2,4509220331704 ° în raport cu ecliptica.